# Solpugema derbiana
Espèce
Synonymes
- Solpuga derbiana Pocock, 1895

Solpugema derbiana est une espèce de solifuges de la famille des Solpugidae.

## Distribution
Cette espèce est endémique d'Afrique du Sud.

## Description
Le mâle holotype mesure 25 mm.

## Publication originale
- Pocock, 1895 : Notes on some of the Solifugae contained in the collection of the British Museum, with descriptions of new species. Annals and Magazine of Natural History, sér. 6, vol. 16, p. 74–98 (texte intégral).